# Hrvatski rukometni kup za žene 2016./17.
Hrvatski rukometni kup za žene za sezonu 2016./17. je treći put zaredom i 22. put ukupno osvojila Podravka Vegeta iz Koprivnice.

## Rezultati

### Osmina završnice
Igrano od 20. do 29. siječnja 2017.
| klub1                           | rez.  | klub2                      |
| ------------------------------- | ----- | -------------------------- |
| Zamet Rijeka                    | 33:23 | Umag                       |
| Osijek                          | 24:30 | Sesvete Agroproteinka      |
| Murvica Crikvenica              | 16:33 | Lokomotiva Zagreb          |
| Dalmatinka Ploče                | 12:36 | Podravka Vegeta Koprivnica |
| Marina Kaštela (Kaštel Sućurac) | 19:30 | Trešnjevka Zagreb          |
| Pitomača                        | 23:35 | Koka Varaždin              |
| Zrinski Čakovec                 | 24:22 | Split 2010                 |
| Cerna                           | 23:43 | Dugo Selo '55              |

### Četvrtzavršnica
Igrano 22. ožujka 2017. godine.

| klub1             | rez.  | klub2                      |
| ----------------- | ----- | -------------------------- |
| Zamet Rijeka      | 23:21 | Sesvete Agroproteinka      |
| Lokomotiva Zagreb | 20:22 | Podravka Vegeta Koprivnica |
| Trešnjevka Zagreb | 19:16 | Koka Varaždin              |
| Dugo Selo '55     | 33:28 | Zrinski Čakovec            |

### Završni turnir
Igrano od 11. do 13. svibnja 2017. u Umagu u dvorani Stella Maris.

| klub1                      | rez.          | klub2                      |
| poluzavršnica              | poluzavršnica | poluzavršnica              |
| -------------------------- | ------------- | -------------------------- |
| Zamet Rijeka               | 17:26         | Podravka Vegeta Koprivnica |
| Trešnjevka Zagreb          | 26:21         | Dugo Selo '55              |
|                            |               |                            |
| za 3. mjesto               |               |                            |
| Zamet Rijeka               | 24:26         | Dugo Selo '55              |
|                            |               |                            |
| za pobjednika              |               |                            |
| Podravka Vegeta Koprivnica | 24:13         | Trešnjevka Zagreb          |

## Poveznice
- 1. HRL za žene 2016./17.
- 2. HRL za žene 2016./17.
- 3. HRL za žene 2016./17.